# الأفق (فلم)
الأفق (بالإنجليزية: Horizon) هو فيلم غربي ملحمي أمريكي قادم من إخراج كيفين كوستنر وبطولة كيفين، سينا ميلير، سام ورذينجتن، جيمي كامبل باور، لوك ويلسن وتوماس هادن تشورتش.

## التصوير
بدأ تصوير الفيلم في 28 أغسطس 2022 في جنوب ولاية يوتا.